# First Cow
First Cow (bra: First Cow - A Primeira Vaca da América, ou apenas First Cow) é um filme estadunidense de 2019, dos gêneros drama e faroeste, dirigido por Kelly Reichardt, com roteiro dela e Jonathan Raymond baseado no romance The Half Life, de Raymond.
Teve sua estreia mundial no Festival de Cinema de Telluride em 30 de agosto de 2019, e também foi selecionado para concorrer ao Urso de Ouro na seção de competição principal do 70º Festival Internacional de Cinema de Berlim. Foi lançado nos Estados Unidos em 6 de março de 2020 pela A24 e posteriormente lançado em plataformas virtuais como VOD em 10 de julho de 2020. No Brasil, foi lançado em 10 de junho de 2021 pela Vitrine Filmes nos cinemas e 9 de julho de 2021 no streaming pela MUBI. Em dezembro de 2021, a Vitrine Filmes iniciou a pré-venda no Brasil da edição limitada e definitiva do filme em blu-ray em parceria com a Versátil Home Vídeo, que será lançado exclusivamente na loja virtual VersátilHV.
O filme segue dois viajantes que fogem de um bando de caçadores vingativos no noroeste de 1820.

## Elenco
- John Magaro como Otis "Cookie" Figowitz
- Orion Lee como King-Lu
- René Auberjonois como Homem com Raven
- Toby Jones como Chefe Factor
- Ewen Bremner como Lloyd
- Scott Shepherd como Capitão
- Gary Farmer como Totillicum
- Lily Gladstone como Esposa do Chefe Factor
- Alia Shawkat como Mulher com o cachorro
- Dylan Smith como Jack
- Stephen Malkmus como Violinista
- Mitchell Saddleback como Empregado do Chefe Factor

## Recepção
No Rotten Tomatoes, o filme tem 95% de aprovação com base em 133 resenhas, com uma avaliação média de 8,43/10. O consenso crítico do site diz: "First Cow encontra a diretora Kelly Reichardt revisitando territórios e temas que serão familiares aos fãs de seu trabalho anterior - com resultados tipicamente recompensadores". No Metacritic, o filme tem uma pontuação média ponderada de 89 de 100, com base em 41 críticas, indicando "aclamação universal".